# Nychiodes ragusaria
Nychiodes ragusaria är en fjärilsart som beskrevs av Pierre Millière 1884. Nychiodes ragusaria ingår i släktet Nychiodes och familjen mätare. Inga underarter finns listade i Catalogue of Life.